# 武蔵野女子大学短期大学部
武蔵野女子大学短期大学部（むさしのじょしだいがくたんきだいがくぶ、英語: Musashino Women's University Junior College）は、東京都西東京市新町1-1-20に本部を置いていた日本の私立大学である。1950年に設置され、2006年に廃止された。大学の略称は武女短。

## 概要
- 東京都西東京市に所在した[注 2]日本の私立短期大学で、設置主体は学校法人武蔵野大学[2]。
- 国内で最初に認可された短期大学149校[注 3]の1校として、1950年に武蔵野女子短期大学として2学科200名体制で開学した[3]。
- 1977年に学科を増設。さらに1985年度より順次、入学定員増を執り行う。
- 2000年度より学科数及び入学定員減となる。
- 2002年度の入学生を最後に[注釈 3]、短期大学としての使命を終える[5]。

### 教育及び研究
- 武蔵野女子大学短期大学部に設けられていた学科の一つに生活創造デザイン学科がある。これは、旧来の生活学科をリニューアルする形で設けたもので、大雑把に言えばライフデザイン専攻では食物や服飾に関する専門教育、住環境デザイン専攻では名称の通り生活空間やインテリアに関する科目が主たるものとなっていた。幼児教育科では、幼稚園教員の養成を執り行っていた。
- カナダ・オーストラリア・韓国での語学研修や、インドネシアでの文化研修が行われていた。

### 学風および特色
- 武蔵野女子大学短期大学部の前身である武蔵野女子学院創設者は仏教学者の高楠順次郎で、浄土真宗本願寺派が母体となっている。

## 沿革
- 1927年
  - 武蔵野女子学院が創立される[6]。
- 1949年
  - 10月 文部省[注釈 4]に短期大学[注 4]の設置認可に関する申請を以下の通り行う[注 5]。なお、学科・専攻は以下の通りとなっている[注 6]。
    - 文科 
      - 国文専攻 入学定員80
      - 英文専攻 入学定員40

    - 家政科
      - 生活専攻 入学定員40
      - 被服専攻 入学定員40
- 1950年
  - 3月14日 左記を以て短期大学の設置が文部省[注釈 4]より認可される[注 7]但し、以下の学科体制に変更される。
    - 文科  入学定員120→100
      - 国文専攻 入学定員80
      - 英文専攻 入学定員40

    - 家政科 入学定員80→100
      - 生活専攻 入学定員40
      - 被服専攻 入学定員40

  - 4月1日 左記を以て武蔵野女子短期大学として以下の学科体制にて開学する[注 8]。
    - 文科 入学定員100名[注 9]
    - 家政科 入学定員100名
- 1954年
  - 5月1日 学生数[17]/定員
    - 文科 86[注釈 5]/200
    - 家政科 90[注釈 5]/200
- 7月1日 - 武蔵野女子学院短期大学（むさしのじょしがくいんたんきだいがく）に名称変更[注 10]。
- 1965年
  - 4月1日 武蔵野女子大学短期大学部に名称変更[20]。保谷市に移転。
- 1975年
  - 4月1日 学科の定員増を以下の通り行う[21]。
    - 文科
      - 国文専攻 50[注釈 6]→100[注釈 7]
      - 英文専攻 50[注釈 6]→100[注釈 7]

  - 5月1日 学生数[24]/定員[注釈 7]
    - 文科 803[注釈 5]/300
- 1977年
  - 4月1日 以下の学科を増設[25]。
    - 幼児教育科 入学定員50名

  - 5月1日 学生数[26]/定員
    - 幼児教育科 64[注釈 5]/50
- 1982年
  - 1月16日 専攻科の設置が認められる。専攻課程は以下の通りとなっている[27]
    - 幼児教育専攻 入学定員10名
- 1985年
  - 4月1日 入学定員を以下の通り増員する[注 11]
    - 文科
      - 国文専攻 100→150[注釈 8]
      - 英文専攻 100→150[注釈 8]

    - 家政科 150→225

  - 5月1日 学生数[32]/定員
    - 文科 706[注釈 5]/500
    - 家政科 481[注釈 5]/375
    - 幼児教育科 160[注釈 5]/100
- 1986年
  - 4月1日 以下の通りの入学定員増を行う[注 12]。
    - 文科
      - 国文専攻 150→300[注釈 9]
      - 英文専攻 150→250[注釈 9]

    - 家政科 225→400[注釈 9]　

  - 5月1日 学生数[36]/定員
    - 文科 1,023[注釈 5]/850
    - 家政科 655[注釈 5]/625
    - 幼児教育科 161[注釈 5]/100
- 1990年
  - 4月1日 家政科を生活学科に改称[37]。
- 1992年
  - 5月1日 学生数[注 13]/定員
    - 文科 1232[注釈 5]/1100
    - 生活学科 802[注釈 5]/800
    - 幼児教育科 156[注釈 5]/100
- 1998年
  - 4月1日 学科の入学定員減を以下の通り行う[40]。
    - 文科
      - 国文専攻 150→250
      - 英文専攻 150→200
      - 生活学科 400→350
- 1999年
  - 4月1日 以下の学科の学生募集をこの年度で最終とする[注 14]。
    - 文科
      - 国文専攻
      - 英文専攻

    - 生活学科

  - 5月1日 学生数[42]/定員
    - 文科 933[注釈 5]/900
    - 生活学科 711[注釈 5]/700
    - 幼児教育科 128[注釈 5]/100
- 2000年
  - 4月1日 生活学科を生活創造デザイン学科に改組。専攻課程を設ける。
    - ライフデザイン専攻 入学定員232名[注釈 10]→2001年度以降に入学定員196名へ減員。
    - 住環境デザイン専攻 入学定員100名[注釈 10]
- 2002年
  - 4月1日 学生募集が最終となる[注釈 3]。
  - 7月30日 左記をもって旧来の生活学科が正式に廃止となる[4]。
- 2003年
  - 6月1日 左記をもって文科国文専攻、英文専攻を正式に廃止となる[44]。
- 2004年
  - 8月2日 左記をもって幼児教育科を正式に廃止となる[45]。
- 2006年
  - 6月14日 左記をもって正式廃止[5]。

## 基礎データ

### 所在地
- 東京都西東京市新町1-1-20[注釈 1]

### 象徴
- 武蔵野女子大学短期大学部のカレッジマークは右記資料を参照[46]。

## 教育・研究

### 組織

#### 学科
- 文科
  - 国文専攻 入学定員250名[注釈 11]
  - 英文専攻 入学定員200名[注釈 11]
- 生活創造デザイン学科[注 15]
  - ライフデザイン専攻 入学定員196名[注釈 12]
  - 住環境デザイン専攻 入学定員100名[注釈 12]
- 幼児教育学科 入学定員50名[注釈 12]

#### 専攻科
- 幼児教育専攻 修業年限は昼間部1年制となっていた。

#### 別科
- なし

#### 取得資格について
資格
- 保育士：幼児教育学科を卒業後、専攻科に進学かつ修了する必要があった。
- 司書：文科および生活学科（生活創造デザイン学科両専攻含む）学生を対象としていた。

教職課程
- 幼稚園教諭二種免許状：幼児教育学科
- 中学校教諭二種免許状も設けられていた。教科は以下の通りである[注 16]。
  - 国語：文科国文専攻
  - 英語：文科英文専攻
  - 家庭：旧･生活学科
- 司書教諭：司書資格及び中学校教諭二種の教科の履修を必須とする。
- 1954年度あたりまでは、高等学校教諭免許状が設けられており、文科国文専攻で「国語」、英文専攻で「英語」、家政科で「家庭」となっていた[55]。

#### 附属機関
- 附属図書館

### 研究
- 『武蔵野女子大学短期大学部紀要』[56]
- 『武蔵野女子学院短期大学紀要』[57]

## 大学関係者と組織

### 大学関係者一覧
歴代学長
- 雲藤義道
- 大河内昭爾

#### 出身者
- 遠山明美 - 1961年（昭和36年）ミス・ユニバース日本代表
- 鮎川麻弥 - シンガーソングライター
- 日々野真理 - フリーアナウンサー
- 峰下和子 - フリーアナウンサー、元テレビ長崎アナウンサー
- 沢井いづみ - 児童文学作家
- 廣田衣世 - 児童文学作家
- 神田有希子 - フリーアナウンサー
- 辻史子 - フリーアナウンサー、元高知さんさんテレビ

## 施設

### キャンパス
- 「紅雲台」と称した日本家屋や「紫柴軒」という名称の茶室が設置された。

## 対外関係

### 関係校
- 龍谷大学
- 龍谷大学短期大学部
- 九州龍谷短期大学ほか

### 系列校
- 武蔵野大学

## 卒業後の進路

### 編入学・進学実績
- 武蔵野女子大学（武蔵野大学）